# André Paleólogo
André Paleólogo (em grego:  Ανδρέας Παλαιολόγος; 1453 - 1502) foi um imperador titular do Império Bizantino e do Despotado de Moreia, de 1465 até a sua morte no ano de 1502.

## Biografia
André era sobrinho de Constantino XI Paleólogo, o último imperador bizantino de Constantinopla. Depois dele ter sido derrotado e presumivelmente morto pelas forças de Maomé II, o Conquistador em 29 de maio de 1453, André continuou a viver na Moreia, governada de forma independente pelo seu pai, Tomás Paleólogo, irmão mais novo de Constantino, até 1460. Neste ano, a Moreia foi invadida pelos turcos otomanos, e André e seu pai fugiram para a península itálica. Antes de sua entrada na Itália, Tomás e todos os seus filhos foram convertidos ao catolicismo romano. Quando seu pai morreu em 1465, André começou a residir nos Estados Pontifícios, por consentimento do Papa. Ele viveu em Roma, intitulando-se como Imperator Constantinopolitanus (em português:  "Imperador de Constantinopla") e casou-se com uma prostituta romana chamada Catalina. André é considerado como o último imperador (titular) do Império Romano do Oriente, ostentando este título até o fim da vida.
Durante sua vida, acreditava-se que André tinha gastado enormes somas de dinheiro que lhe foram dadas pelo Papado. No entanto, os historiadores modernos acreditam agora que o dinheiro recebido do Papa foi apenas o suficiente para um padrão bastante pobre de vida.
Desejando mais dinheiro e uma vida melhor, André procurou vender os seus direitos de imperador que possuía de jure desde a morte de seu pai. Carlos VIII de França, a princípio, concordou em comprar os direitos de sucessão de André em 1494. No entanto Carlos faleceria antes de realizar a transacção (07 de abril de 1498).
O irmão mais novo de André, Manuel Paleólogo, fez um acordo com o sultão otomano Bajazeto II, passando lhes os direitos do trono bizantino por uma pensão confortável, além de que Manuel seria recebido como hóspede de honra. O sucessor do Sultão teria os filhos de Manuel, André e João, convertidos ao Islã, mas com a condição de fazer-los escravos, como ocorreu com outros membros da família de Manuel depois de sua morte.
André morreu como um mendigo em 1502, apesar de ter vendido seus títulos e direitos reais e imperial para Fernando II de Aragão e Isabel I de Castela, os reis católicos. .
Enquanto a maioria dos estudiosos pensam que André não deixou descendentes, Donald M. Nicol em seu livro O Imperador Imortal reconheceu como possíveis descendentes de André um Constantino Paleólogo, que serviu na Guarda Papal, e uma mulher chamada Maria, que se casou com o nobre russo Mihail Vasilivich de Moscou, sendo que estes dois poderiam ser filhos de André Paleólogo.
Fontes documentais italianas parecem identificar uma filha de Constantino, uma Domizia ou Domenica, concubina de Evandro Conti, um cavalheiro pertencente à linhagem do Papa Inocêncio III e mãe de seus filhos, Mario - ou Marzio - Conti e Julia Conti. Mario Conti não reivindicou seus direitos sobre o trono de Constantinopla: foi cavaleiro de Malta e morreu durante o Cerco de Malta, em defesa do forte de São Elmo, em 1565, sem descendentes. Sua irmã Julia Conti era uma freira no mosteiro dos santos Simeão e Judas, em Viterbo, sob o nome de Stefania.